# Sivoglava mišjakinja
Sivoglava mišjakinja (lat. Colius colius) je velika vrsta ptice iz roda Colius u porodici mišjakinja. Rasprostranjena je u zapadnim i središnjim područjima južne Afrike od Namibije do južne Bocvane na istoku do središnjeg dijela Transvaalske Republike i Eastern Capea.
Najčešće živi u suhim staništima, kao što su trnoviti veldovi, šikare finbosa i polupustinje.
Duga je oko 34 centimetra, a teška je 38-64 grama. Rep je prosječno dug kao pola njezine duljine. Gornji dijelovi tijela su joj sivkasto-smeđe do crne boje. Trbuh je smećkasto-žute boje. Kljun je plavkast, s crnim vrhom, a noge i stopala su crvene boje. 
Frugivorna je, prehrana joj se uglavnom sastoji od hrane biljnog podrijetla, kao što su bobice, lišće, sjemenke i nektar. Jako je društvena ptica, hrani se zajedno s drugim jedinkama. Noću se sve ptice sastaju u velike grupe.

## Vanjske poveznice
|  | Zajednički poslužitelj ima još gradiva o temi Colius colius |
|  | Wikivrste imaju podatke o taksonu Colius colius             |